# 72 Draconis
72 Draconis är en gul stjärna i huvudserien som ligger i stjärnbilden Draken.
72 Dra har visuell magnitud +8,61 och är inte synlig utan fältkikare. Den befinner sig på ett avstånd av ungefär 485 ljusår.